# 板津吉宏
板津 吉宏（いたつ よしひろ、男性、1988年1月3日）は、日本の舞台脚本家、映像脚本家、制作。愛知江南短期大学、社会福祉学科卒業。社会人を経験した後、ワタナベエンターテイメントカレッジに入学。劇団いたいたいたつを名乗り校内で公演をする。卒業後、株式会社グローリースタイルプロモーションに所属。2016年、間食系団体 D-28企画を旗揚げする。2017年劇団いたいたいたつを前身として、演劇集団 P！キカクを旗揚げする。現在両団体ともで代表を務める。小劇場で活動している。

## 主な参加作品

### 間食系団体 D-28企画の作品
- mistake at 六畳一間　（2016年11月　演出、脚本、制作、その他）
- わるふざけ～vol.1～　（2017年6月　演出、脚本、制作、その他）
- 会話じゃ何も解決しない!!　（2018年3月　演出、脚本、制作、その他）
- ウサギ病‐full ver.‐　（2018年5月　演出、脚本、制作）
- 金の板挟み～夏の短編集～　（2018年6月　演人の夜×D-28企画コラボ作品、演出、脚本）
- わるふざけ～vol.2～　（2018年9月　総合演出、脚本）
- マイナンバー　（2019年9月　D-28企画結成三周年公演　総合演出、脚本、制作指導）
- わるふざけ〜vol.3〜　（2020年3月　総合演出、3話・4話演出、脚本）
- 少女世界-maidens story-　（2020年10月　演出、脚本　予定）

### 演劇集団 P！キカクの作品
- 見ているだけで嫌になる（仮）　（2017年4月　脚本、演出助手、制作、舞台監督、マネージャー）
- フメイ　（2017年12月　一部脚本、脚本指導、制作総指揮）
- シュレディンガーの猫　（2018年4月　脚本、舞台監督、制作補助）
- ゴミの日　（2018年8月　脚本監修、制作補助）
- 連動　（2019年1月‐2月　脚本、制作統括）
- 連動2 （2020年2月　脚本、制作補助）

### その他の作品
- キャスト10　（2015年　役者として参加）
- 4月1日の最後の晩餐　（2015年　劇団いたいたいたつ　企画、製作、脚本、演出補助）
- ループ　（2016年2月　劇団いたいたいたつ　脚本、制作）
- ギャングスターター　（2016年3月　やさしい虎　制作総指揮）
- Code‐７’ｓ　（2016年8月　Rocket Roid!!　制作、舞台監督）
- 神様にもできぬこと　（2017年2月　Rocket Roid!!　舞台監督）
- 舞台十二人　（2019年11月　演劇ユニットトラブルメイカー旗揚げ公演　制作顧問、舞台監督）

映像
- Pluralism　（2017年8月　脚本　48時間映画祭公式出品作品　稲垣祐樹監督）
- arubeの雄　（2019年1月　脚本　調布映画祭公式出品作品　榎本毅監督）
- 世界はひとつじゃない［アノ子リズム。］（PV脚本　Fujihira Shota監督）
- オートバックス地方CM （地方CM2020年春の脚本）
- 星のコア（アクセサリーCM 監督、脚本、撮影、編集　ハンドメイドアクセサリー店Tapis Rouge）
- その他企業用VTR など多数脚本担当